# Holland (Indiana)
Holland – miasto w stanie Indiana w hrabstwie Dubois w Stanach Zjednoczonych.

## Demografia
- Powierzchnia: 0,9 km²
- Ludność: 610 (2023)[1]